# Tebat Langsat
Tebat Langsat is een bestuurslaag in het regentschap Lahat van de provincie Zuid-Sumatra, Indonesië. Tebat Langsat telt 216 inwoners (volkstelling 2010).